# Félix Tshisekedi
Félix Antoine Tshisekedi Tshilombo (Kinshasa, 13 de juny de 1963) és un polític congolès, actual president de la República Democràtica del Congo des del 25 de gener de 2019. És el líder de la Unió per la Democràcia i el Progrés Social (UDPS), el partit més antic i més gran de la República Democràtica de Congo. És el fill d'Étienne Tshisekedi, qui també fou Primer ministre i cap de l'oposició del país.

## Presidència
Félix Tshisekedi va guanyar les eleccions generals de 2018, tot i les acusacions d'irregularitats de diverses organitzacions de control electoral i d'alguns partits de l'oposició. La seva victòria fou confirmada pel Tribunal Constitucional de la República Democràtica del Congo (RDC) després que un altre polític de l'oposició, Martin Fayulu, denunciés que Tshisekedi havia fet un pacte amb el seu predecessor, Joseph Kabila. Les eleccions de 2018 van ser la primera transició pacífica del poder a la RCD des de la seva independència de Bèlgica, el 1960.
Com que tant el Parlament com els governs provincials són gestionats per la coalició Front Comú per Congo (FCC), alineada amb Kabila, el poder de gestió de Tshisekedi per governar o fins i tot per decidir un nou Primer ministre va ser limitat durant els primers sis mesos com a president. Després d'un fallit intent de nomenar el seu soci de coalició Vital Kamerhe com a primer ministre, el va nomenar cap de Gabinet. No fou fins al maig 2019 que va arribar a un acord amb el grup parlamentari alineat amb Kabila per designar Sylvestre Ilunga com a nou Primer ministre de la RDC. Finalment doncs, el 27 de juliol de 2019 van finalitzar les negociacions i es va poder constituir un nou gabinet.
Tshisekedi va ser reelegit president al desembre de 2023, després d'unes eleccions caòtiques que els grups de l'oposició van dir que no tenien legitimitat, i durant les dificultats de la Unió per la Democràcia i el Progrés Social va fracassar l'intent de cop d'estat del líder opositor Christian Malanga, que va morir en combat.
A finals de març de 2022, el Moviment 23 de març (M23), recolzat per Ruanda, va llançar una nova ofensiva a Kivu Nord contra les Forces Armades de la República Democràtica del Congo (FARDC) i la MONUSCO. La incursió es centra en zones que compten amb nombroses mines dedicades a l'extracció d'or, coltan, estany, tàntal i altres materials essencials i terres rares.
El 20 d'abril de 2025 Tshisekedi va acusar d'alta traïció l'expresident Joseph Kabila per preparar una insurrecció i donar suport a una aliança amb l'M23, i va suspendre el seu Partit del Poble per a la Reconstrucció i la Democràcia (PPRD), ordenant la confiscació dels seus béns.